# Vápenický potok (chráněný krajinný prvek)
Vápenický potok je chráněný krajinný prvek v bratislavském katastrálním území Záhorská Bystrica I v okrese Bratislava IV v Bratislavském kraji. Území bylo vyhlášeno v roce 2007 a jeho rozloha je 2,52 hektaru. Předmětem ochrany je přirozená podmáčená olšina podél Vápenického potoka. Les bez nepůvodních prvků plní funkci biokoridoru.